# Branko Ilič
Branko Ilič (ur. 6 lutego 1983 roku w Lublanie) – słoweński piłkarz występujący na pozycji prawego obrońcy. 

## Kariera klubowa
Branko Ilič zawodową karierę rozpoczynał w 2001 roku w klubie Olimpija Lublana. Na sezon 2001/2002 został jednak wypożyczony do NK Grosuplje, dla którego rozegrał 13 ligowych meczów. Podczas rozgrywek 2002/2003 Ilič brał udział w 13 pojedynkach Olimpiji w pierwszej ligi słoweńskiej, a zadebiutował w spotkaniu z FC Koper. W kolejnym sezonie wywalczył już sobie miejsce w podstawowej jedenastce i wystąpił w 26 ligowych meczach. 25 stycznia 2005 roku słoweński obrońca podpisał kontrakt z NK Domžale. W defensywie tej drużyny grał między innymi u boku Zorana Zeljkovica, Luki Elsnera i Luki Zinki. Ilič razem z zespołem dwa razy z rzędu zdobył wicemistrzostwo kraju.
W styczniu 2007 roku piłkarz został wypożyczony do Realu Betis. W Primera División zadebiutował 4 lutego w pojedynku z Athletikiem Bilbao, w którym miał asystę przy golu Roberta. Przez cały sezon rozegrał łącznie 13 spotkań. Po zakończeniu rozgrywek działacze klubu z Sewilli wykupili Ilica z NK Domžale na stałe za 1,5 miliona euro. W sezonie 2007/2008 Betis zajął w lidze 13. miejsce, a sam Słoweniec wystąpił w 18 meczach. Po sprowadzeniu z Benfiki Nélsona Marcosa Ilič stracił na rzecz Portugalczyka miejsce w podstawowym składzie.
We wrześniu 2009 roku działacze FK Moskwa wypożyczyli słoweńskiego obrońcę na jeden sezon, jednak tam także stał się rezerwowym. W marcu 2010 podpisał dwuletni kontrakt z Lokomotiwem Moskwa. W czerwcu 2012 roku przeszedł do Anorthosisu Famagusta. W czerwcu 2013 podpisał dwuletni kontrakt z Hapoelem Tel Awiw. W lipcu 2014 podpisał dwuletni kontrakt z Partizanem Belgrad. W lipcu 2015 trafił do kazachskiego FK Astana.

## Kariera reprezentacyjna
W latach 2003–2005 Ilič rozegrał 13 spotkań dla reprezentacji Słowenii do lat 21. W seniorskiej kadrze zadebiutował 18 sierpnia 2004 roku w zremisowanym 1:1 towarzyskim meczu przeciwko Serbii i Czarnogórze. Rozegrał 3 spotkania w eliminacjach do Mistrzostw Świata 2006 oraz 11 meczów w eliminacjach do Euro 2008. W 2009 roku Ilič awansował ze swoją reprezentacją do Mistrzostw Świata w RPA. Eliminacje rozpoczął jako podstawowy zawodnik słoweńskiej drużyny, jednak z czasem stracił miejsce w kadrze. W turnieju głównym nie rozegrał żadnego meczu.